# Nizina Południowowielkopolska

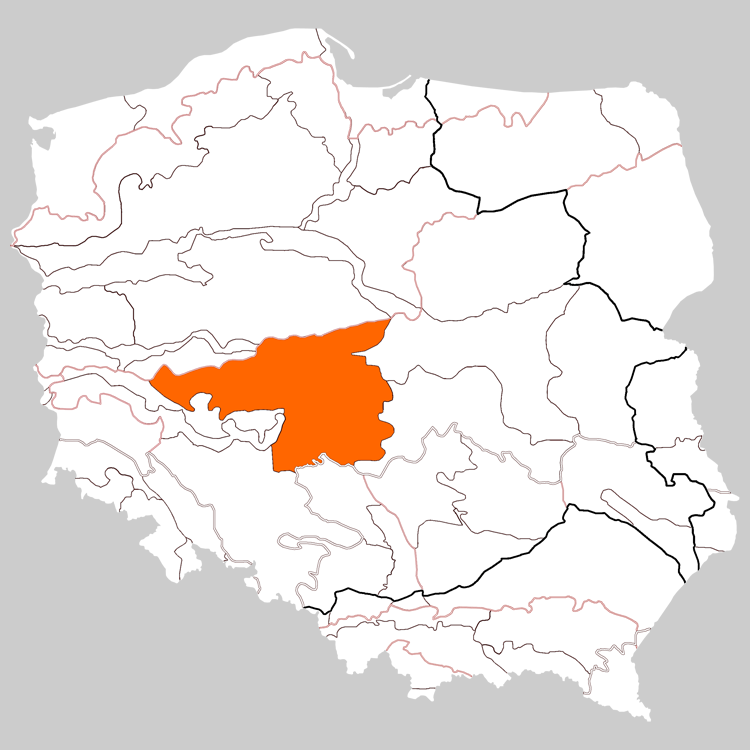
Lage der Region Nizina Południowowielkopolska in Polen

Die Nizina Południowowielkopolska (deutsch: Südliche Großpolnische Tiefebene) mit der Nummer 318.1-2 in der Geomorphologischen Einteilung Polens ist eine Makroregion im zentralen Polen. Sie gehört zur Metaregion Pozaalpejska Europa Środkowa.

## Geographie
Die wichtigsten Städte in der Nizina Południowowielkopolska sind:
- Kalisz
- Konin
- Leszno
- Ostrów Wielkopolski
- Sieradz

## Unterteilung
Nizina Południowowielkopolska wird in folgende Regionen unterteilt:
- Wysoczyzna Leszczyńska
- Wysoczyzna Kaliska
- Dolina Konińska
- Kotlina Kolska
- Wysoczyzna Kłodawska
- Równina Rychwalska
- Wysoczyzna Turecka
- Kotlina Sieradzka
- Wysoczyzna Łaska
- Kotlina Grabowska
- Wysoczyzna Złoczewska
- Kotlina Szczercowska
- Wysoczyzna Wieruszowska